# Fèlix Torres i Amat de Palou
Fèlix Torres i Amat de Palou (Sallent, Bages, 6 d'agost de 1772 - Madrid, 29 de desembre de 1847) fou un eclesiàstic, historiador de la literatura i hel·lenista català.

## Biografia
Fill de Josep Torres i de Teresa Amat de Palou i Pont, germà d'Ignasi Torres i Amat de Palou. Als dotze anys es va traslladar al Col·legi de San Ildefonso d'Alcalá de Henares amb el seu germà Joan, que allí era col·legial i capellà major. Va estudiar hebreu, grec i àrab, i després francès i italià. Va passar després a Tarragona, on es trobava el seu oncle Fèlix Amat de Palou i Pont, i allí va estudiar filosofia i teologia, que va completar a San Isidro de Madrid; es va doctorar a Cervera en 1794.
Va tornar a Tarragona a ensenyar filosofia, matemàtiques, teologia i sagrades escriptures. Canonge de la Col·legiata de San Ildefonso el 5 de maig de 1806, el 1807 Carles IV i Ferran VII li encomanaren el projecte de traduir la Bíblia a la llengua vulgar castellana. Es va traslladar a Madrid fins que el 1817 és nomenat canonge sagristà i vicari general de Barcelona. El 1816 ingressà a l'Acadèmia de Bones Lletres de Barcelona, on participà en la Biblioteca d'Escriptors Catalans, raó per la qual se'l considera entre els precursors de la Renaixença.
Durant el Trienni Liberal fou membre de la junta de govern de Barcelona el 1820 i de la de Censura de la mateixa ciutat. També en aquest mateix any va col·laborar en el Periódico Universal de Ciencias, Literatura y Artes (Barcelona, 1821). Roma s'oposà al seu nomenament de bisbe de Barcelona. El 1823 va treure la primera edició de la seva Bíblia; però el 1824 es van posar en l'Índex inquisitorial les Observacions pacífiques del seu oncle Fèlix Amat de Palou, la qual cosa va motivar la fama de jansenista que es va guanyar Torres i Amat en acudir a la seva defensa. El 1831 es va retirar al Monestir de Sant Jeroni de la Murtra. Aquest suposat jansenisme no li va impedir ser nomenat bisbe d'Astorga (1833-1847), consagrat a Barcelona l'1 de maig de 1835, sent al mateix temps prelat domèstic.
La Bible Society de Londres li encarregà la traducció al català de la Bíblia, però la prostració d'aquesta llengua va fer que la traducció no reeixís.
Senador per Barcelona, va jurar el 5 de setembre de 1837. Fou nomenat membre de la comissió encarregada d'estudiar les relacions d'Espanya amb la cúria romana el 1839; i, fidel a les seves idees, va publicar una biografia del seu oncle i la seva Apología católica... de las Observaciones pacíficas del Arzobispo de Palmira, Madrid, 1843, la qual cosa li valgué la prohibició per part del Vaticà d'aquesta obra, el 13 de gener de 1845. Un retrat seu forma part de la Galeria de Catalans Il·lustres de l'Ajuntament de Barcelona.
És enterrat al Cementiri del Poblenou, al peristil de l'absis de la capella, al Departament II, vora el seu oncle Fèlix Amat de Palou i Pont.

## Obres
- Tratado de la Iglesia de Jesucristo, Madrid, 1793-1805.
- Sucinta relación de las honras fçunebres... María Isabel Francisca de Braganza, Barcelona, 1819.
- Arte de vivir en paz, Barcelona, 1821.
- La felicidad de la muerte cristiana, 1832.
- Vida del Ilmo. Sr. D. Félix Amat, Madrid, 1835, con un apéndice, Madrid, 1838.
- Memorias para ayudar a formar un diccionario crítico de los escritores catalanes y dar alguna idea de la antigua y moderna literatura de Cataluña, Barcelona, 1836.
- Pastoral, Madrid, 1838.
- Ventajas del buen cristiano, Astorga, 1839.
- Apología católica... de las Observaciones pacíficas del Arzobispo de Palmira, Madrid, 1843.
- Traducció de la Biblia al castellà, 1823.

## Homenatges i records
Torres i Amat té diversos carrers dedicats. Entre ells, cal destacar que té un carrer a Barcelona i un a Sallent, la seva vila natal. L'escola pública de Sallent també té el seu nom.